# Carmarthen Town Association Football Club
El Carmarthen Town Association Football Club (en galés: Clwb Pêl-droed Tref Caerfyrddin) es un club de fútbol de Gales, con sede en Carmarthen. Fue fundado en 1950 y compite en la Cymru South, segunda categoría del fútbol galés.

## Historia
El club de fútbol de la ciudad de Carmarthen se fundó en 1950, e ingresó en el campeonato regional galés en 1953. Se mantuvo como un equipo amateur hasta que la Federación galesa creó su propio esquema de liga. Carmarthen Town permaneció en las divisiones inferiores galesas hasta la temporada 1995/96, cuando consiguieron su ascenso a la Premier League como campeones de la segunda categoría.
Durante su primera década en la élite Carmarthen Town disputó hasta tres finales de la Copa de Gales, en las que no obtuvo el título. Pese a ello, su condición de finalista le valió una clasificación para la Copa de la UEFA del año 2005/06, donde vencieron al Longford Town irlandés y cayeron frente al FC Copenhague danés. En la temporada 2006/07, Carmarthen se proclamó campeón de la Copa galesa por primera vez en su historia, tras vencer al Afan Lido FC en su cuarta final.

## Estadio
El Carmarthen Town disputa sus partidos como local en Richmond Park, con 1000 asientos y que puede albergar hasta 3.000 espectadores. El campo no contaba con un graderío hasta el año 2007, cuando la localidad lo reformó con una nueva grada.
Aunque en muchas ocasiones la UEFA no autoriza que los equipos de la Premier League de Gales no jueguen partidos internacionales en sus estadios porque éstos no cumplen las normas para las competiciones, Richmond Park albergó en 2007 una eliminatoria de la UEFA contra el SK Brann noruego.

## Palmarés

### Torneos nacionales
- Copa de Gales (1): 2006-07
- Copa de la Liga de Gales (3): 2004-05, 2012-13, 2013-14
- Segunda División de Gales (1): 1995-96
- Tercera División de Gales (1): 1959-60
- Copa de Liga de Fútbol de Gales (1): 1995-96

## Participación en competiciones de la UEFA
| Temporada | Torneo             | Ronda             | Club           | Casa | Visita | Global | Ref   |
| --------- | ------------------ | ----------------- | -------------- | ---- | ------ | ------ | ----- |
| 2001/02   | UEFA Intertoto Cup | 1                 | AIK Solna      | 0–0  | 0–3    | 0–3    | [ 4 ] |
| 2005/06   | UEFA Cup           | 1ª Clasificatoria | Longford Town  | 5–1  | 0–2    | 5–3    | [ 5 ] |
| 2005/06   | UEFA Cup           | 2ª Clasificatoria | FC Copenhagen  | 0–2  | 0–2    | 0–4    | [ 5 ] |
| 2006      | UEFA Intertoto Cup | 1                 | Tampere United | 1–3  | 0–5    | 1–8    | [ 6 ] |
| 2007/08   | UEFA Cup           | 1ª Clasificatoria | SK Brann       | 0–8  | 3–6    | 3–14   | [ 7 ] |